# Bopfingen

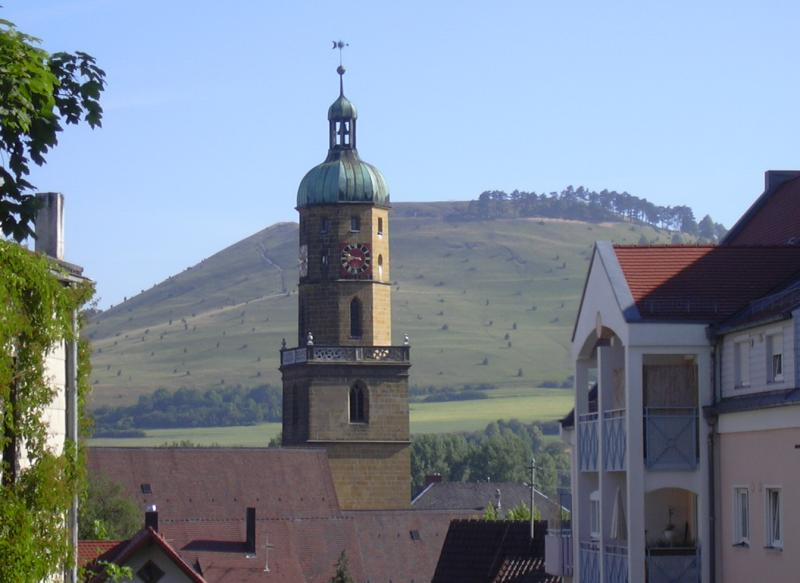
Stadtkirche und Ipf

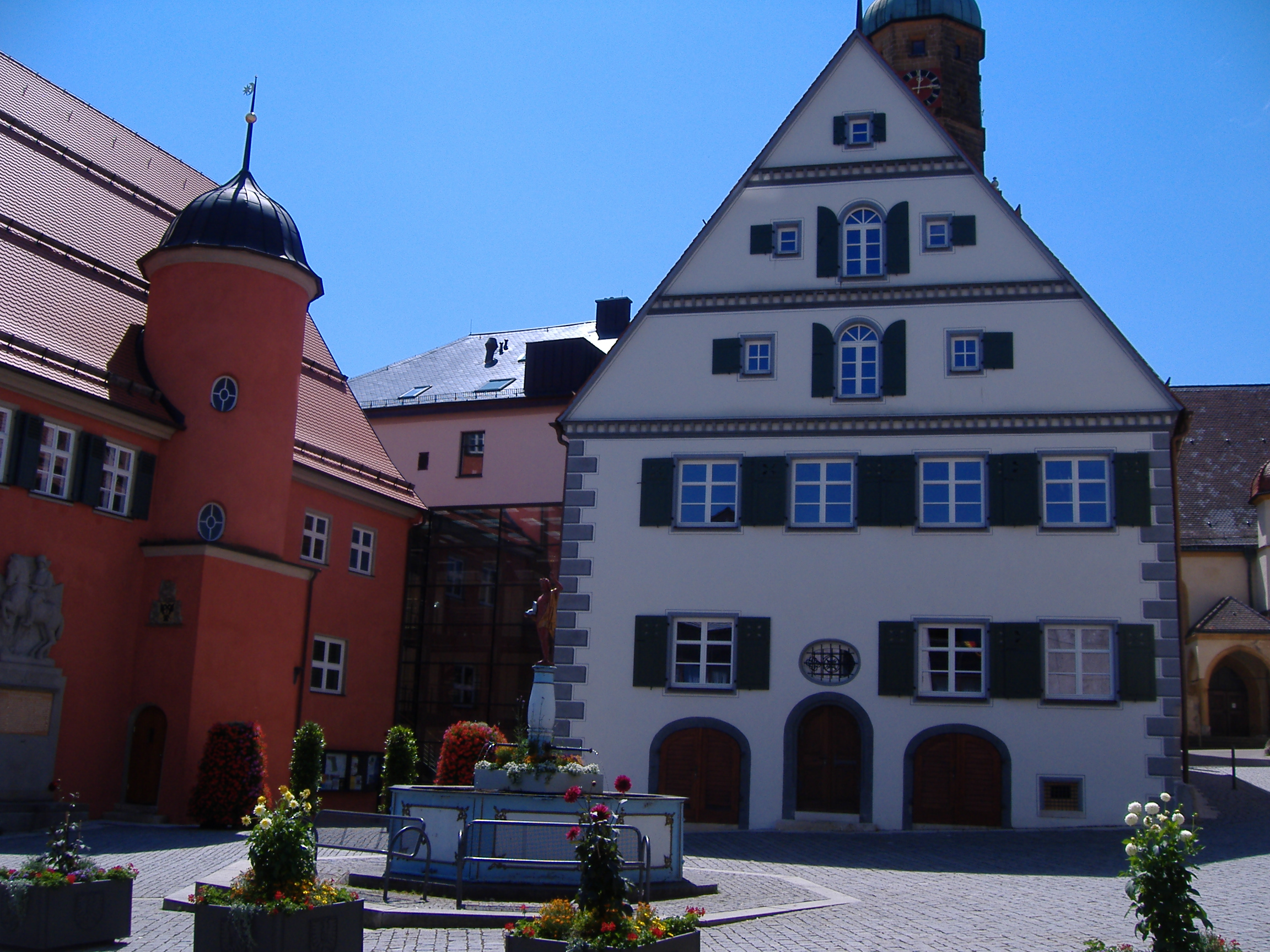
Marktplatz von Bopfingen

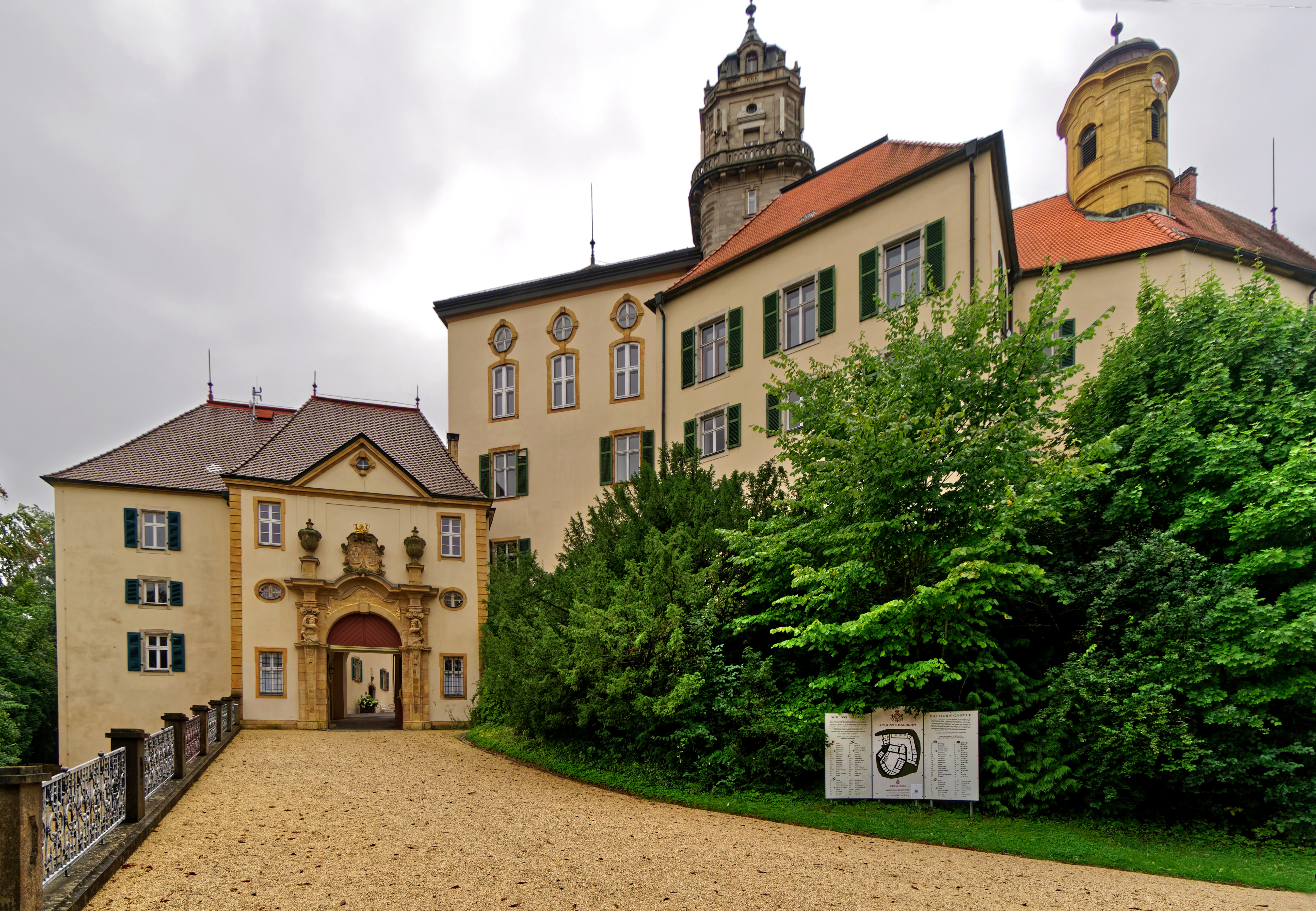
Schloss Baldern.

Bopfingen ist eine Stadt im Ostalbkreis im äußersten Osten von Baden-Württemberg und eine ehemalige Reichsstadt. Sie gehört zur Region Ostwürttemberg.

## Geographie

### Lage
Bopfingen liegt am Nordrand des Härtsfelds und am Westrand des Nördlinger Rieses im Tal der Eger, eines Nebenflusses der Wörnitz, und im Gebiet des Geoparks Ries.
Im Norden der Stadt liegt der 668 Meter hohe Ipf. Der Schloßberg (579 Meter) mit der Ruine Flochberg liegt südlich der Stadt. Weitere markante Erhebungen sind der Sandberg (651 Meter) und Schloss Baldern (628 Meter). Die höchstgelegene Stelle liegt im Waldstück Hohe Brach bei Bopfingen-Unterriffingen (669 Meter); Bopfingen-Trochtelfingen am Riesrand liegt auf 448 Meter Höhe.

### Nachbargemeinden
Die Stadt grenzt im Norden an Unterschneidheim, im Nordosten an Kirchheim am Ries, im Osten an Riesbürg und an die bayerische Stadt Nördlingen, im Süden an die Stadt Neresheim und im Westen an die Stadt Lauchheim und die Kreisstadt Aalen.

### Stadtgliederung
Zu Bopfingen gehören die acht ehemals selbstständigen Gemeinden Aufhausen, Baldern, Flochberg, Kerkingen, Oberdorf am Ipf, Schloßberg, Trochtelfingen und Unterriffingen mit jeweils eigenen Ortsteilen. Insgesamt umfasst das Stadtgebiet neben der Kernstadt Bopfingen 32 Dörfer, Weiler, Höfe und Häuser. Über die Hälfte der Bevölkerung wohnt in den Teilorten.
- Zur Stadt Bopfingen im Gebietsstand von 1969 gehörten die Stadt Bopfingen, der Weiler Hohenberg, das Gehöft Kalkofen und das Haus Holzmühle sowie die abgegangenen Ortschaften Hahnenberg, Wendenhof, Hahnenmühle und Wiesmühle.
- Zur ehemaligen Gemeinde Aufhausen gehörten das Dorf Aufhausen, die Weiler Bayermühle und Michelfeld und die Häuser Schlägweidmühle und Walkmühle sowie die abgegangenen Ortschaften Hof Illenberg und Untere Schlägweidmühle.
- Zur ehemaligen Gemeinde Baldern gehörten das Dorf Baldern, der Weiler Zimmerstetten, das Schloss Baldern, das Gehöft Blankenhöfe, die Häuser Forsthaus und Parkhaus sowie die abgegangene Ortschaft Wigermühle.
- Zur ehemaligen Gemeinde Flochberg gehörten das Dorf Flochberg, die Weiler Dorfen und Härtsfeldhausen und das Haus Heidmühle.
- Zur ehemaligen Gemeinde Kerkingen gehörten das Dorf Kerkingen und die Weiler Edelmühle, Itzlingen und Meisterstall.
- Zur ehemaligen Gemeinde Oberdorf am Ipf gehörten das Dorf Oberdorf am Ipf und die Höfe Nagelmühle und Steinmühle sowie die abgegangene Ortschaft Mugenhofen.
- Zur ehemaligen Gemeinde Schloßberg gehörte das Dorf Schloßberg.
- Zur ehemaligen Gemeinde Trochtelfingen gehörten das Dorf Trochtelfingen und die Höfe Obere Röhrbachmühle und Untere Röhrbachmühle.
- Zur ehemaligen Gemeinde Unterriffingen gehörten das Dorf Unterriffingen, der Weiler Oberriffingen und das Gehöft Ungnad.[3]

Die acht ehemals selbstständigen Gemeinden bilden seit ihrer Eingemeindung zur Stadt Bopfingen Ortschaften im Sinne der baden-württembergischen Gemeindeordnung. Sie haben jeweils einen Ortschaftsrat, der bei den Kommunalwahlen gewählt wird und dessen Vorsitzender der Ortsvorsteher ist.

### Flächenaufteilung
(nach Daten des Statistischen Landesamtes, Stand 2014).

## Geschichte

### Altertum
Auf dem Ipf befinden sich Befestigungsanlagen aus der späten Bronze- und frühen Eisenzeit. Jüngste Fundstätten wie das 2004 ausgegrabene Heiligtum im Bugfeld bei Osterholz haben gezeigt, dass der Ipf zur Reihe der frühkeltischen Fürstensitze wie der Heuneburg oder des Mont Lassois gehört. Im „Osterholz“ konnten keltische Grabhügel ausgegraben werden. Einer dieser Grabhügel wurde wieder aufgeschüttet.

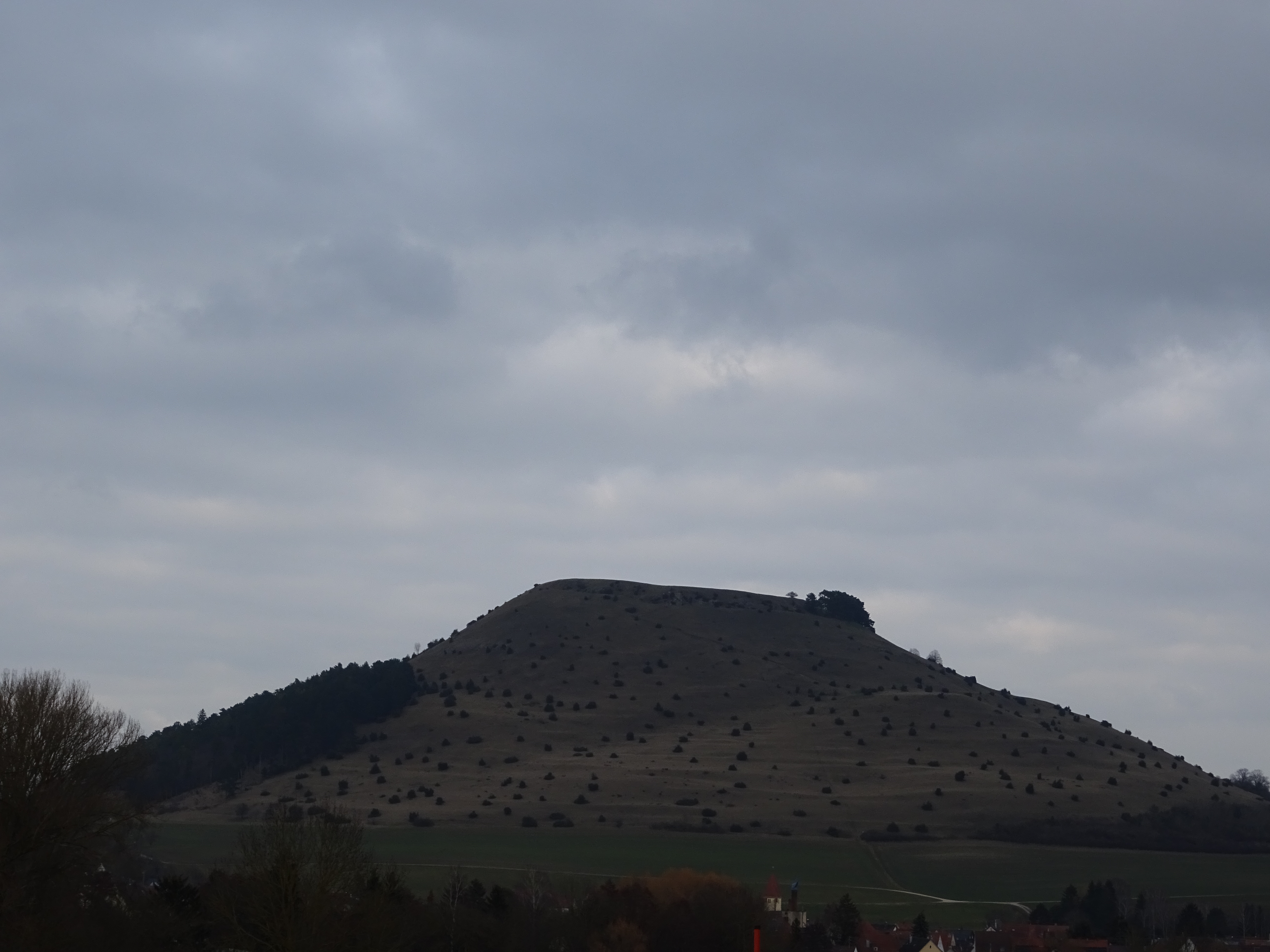
Auf dem Ipf befand sich in der Hallstattzeit ein sogenannter keltischer „Fürstensitz“

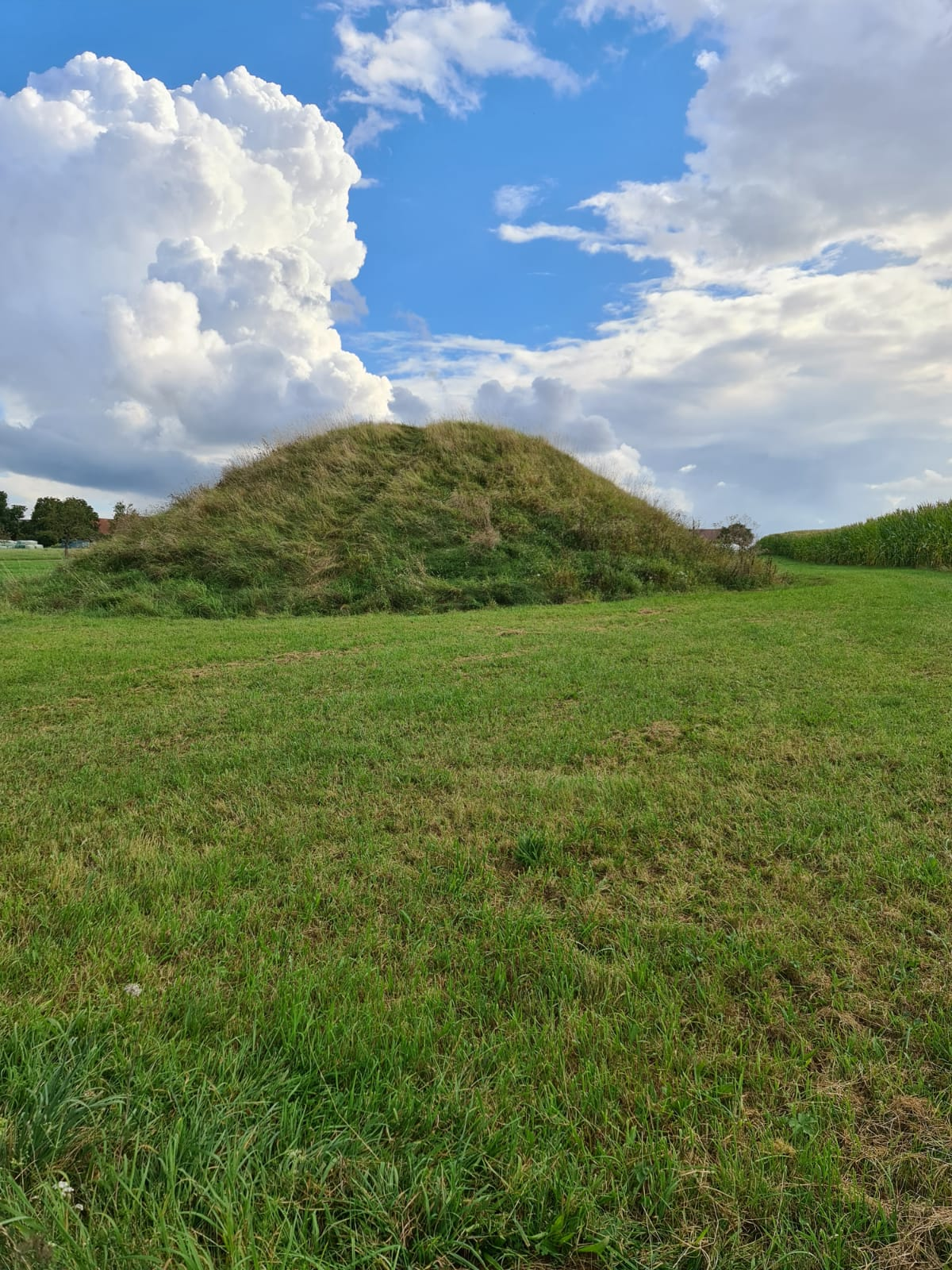
Grabhügel Bopfingen Osterholz

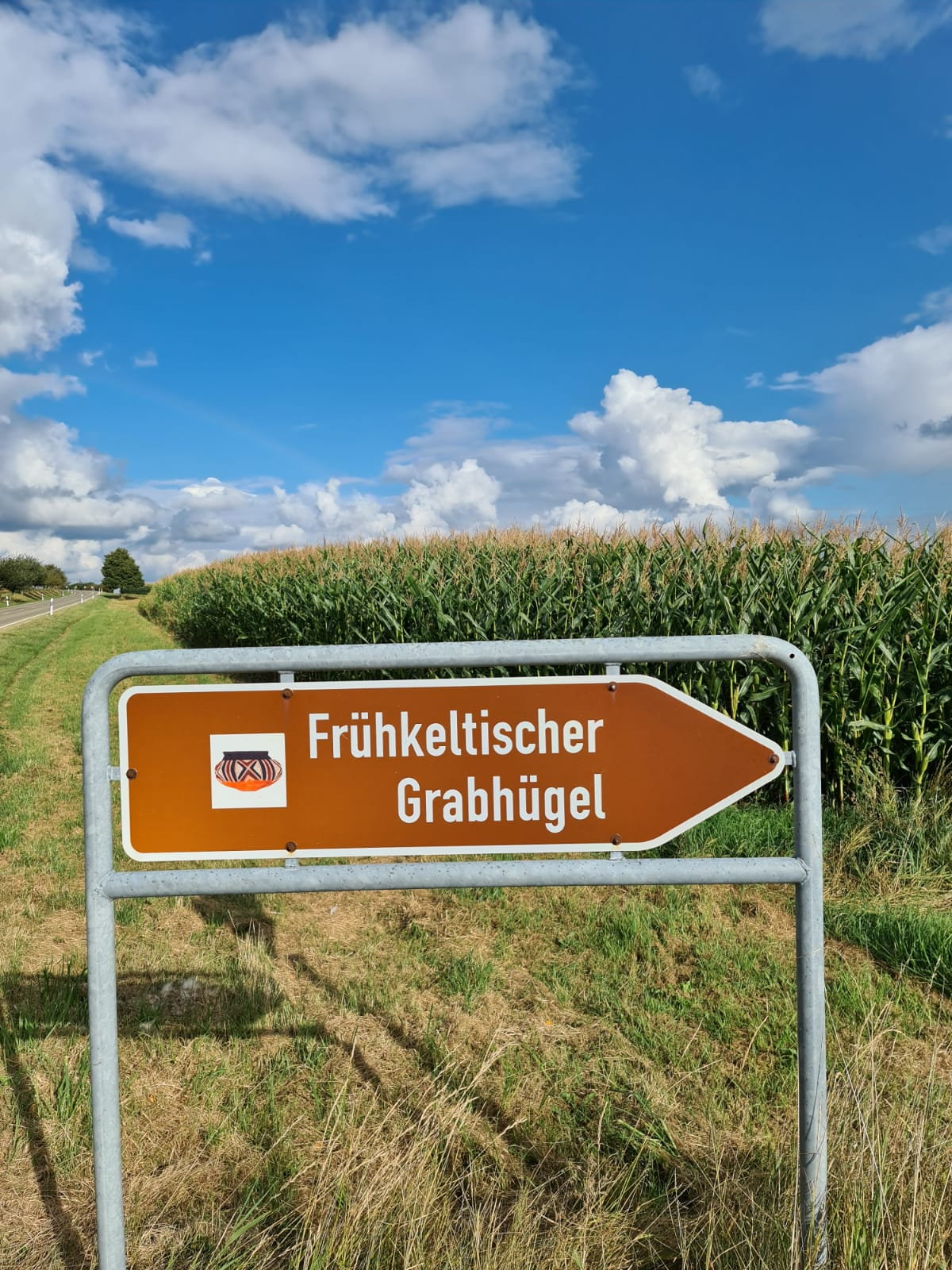
Wegweiser zum keltischen Grabhügel

In römischer Zeit befand sich auf der Fläche des heutigen Oberdorfs das römische Kastell Oberdorf (Opie). Opie scheint eine prähistorische Bezeichnung für den Ipf zu sein. Archäologische Befunde legen nahe, dass sich im Ortsteil Baldern in der Flur Große Heide zur Römerzeit eine Ziegelei befand.

### Mittelalter
Der Ort selbst ging aus einer um 500 gegründeten alemannischen Siedlung hervor, die 1153 zur Stadt erhoben wurde. Ein im Ortsteil Trochtelfingen gefundenes Bernstein-Collier datiert in das vierte Jahrhundert n. Chr.
1188 wurde „burgus Bebphingin“ (befestigte Stadt Bopfingen) in einem Vertrag zwischen Kaiser Friedrich I. Barbarossa und König Alfons VIII. von Kastilien erwähnt, in dem die Ehe zwischen Friedrichs Sohn Konrad und Alfons’ Tochter Berengaria vereinbart wurde. Bopfingen gehörte mit weiteren 29 staufischen Gütern zur Morgengabe der Braut. Allerdings wurde diese Ehe nie in die Praxis umgesetzt.

### Zeit als Reichsstadt
Während des Niedergangs der Staufer wurde Bopfingen nach 1240 eine Reichsstadt. 1488 schloss sich die Stadt dem Schwäbischen Bund an, um sich gegen die von der Grafschaft Oettingen ausgehende Bedrohung zu wehren. Bopfingen konnte wegen der ständigen Konkurrenz mit den Grafen von Oettingen kein größeres Territorium aufbauen. Als Reichsstadt war Bopfingen deshalb wenig bedeutend und besetzte im Reichsstädtekollegium lediglich die 37. und somit letzte Position auf der schwäbischen Bank. Eine besondere Sehenswürdigkeit ist das Epitaph für Walter von Bopfingen in der Stadtkirche St. Blasius. Walter von Bopfingen starb 1336.

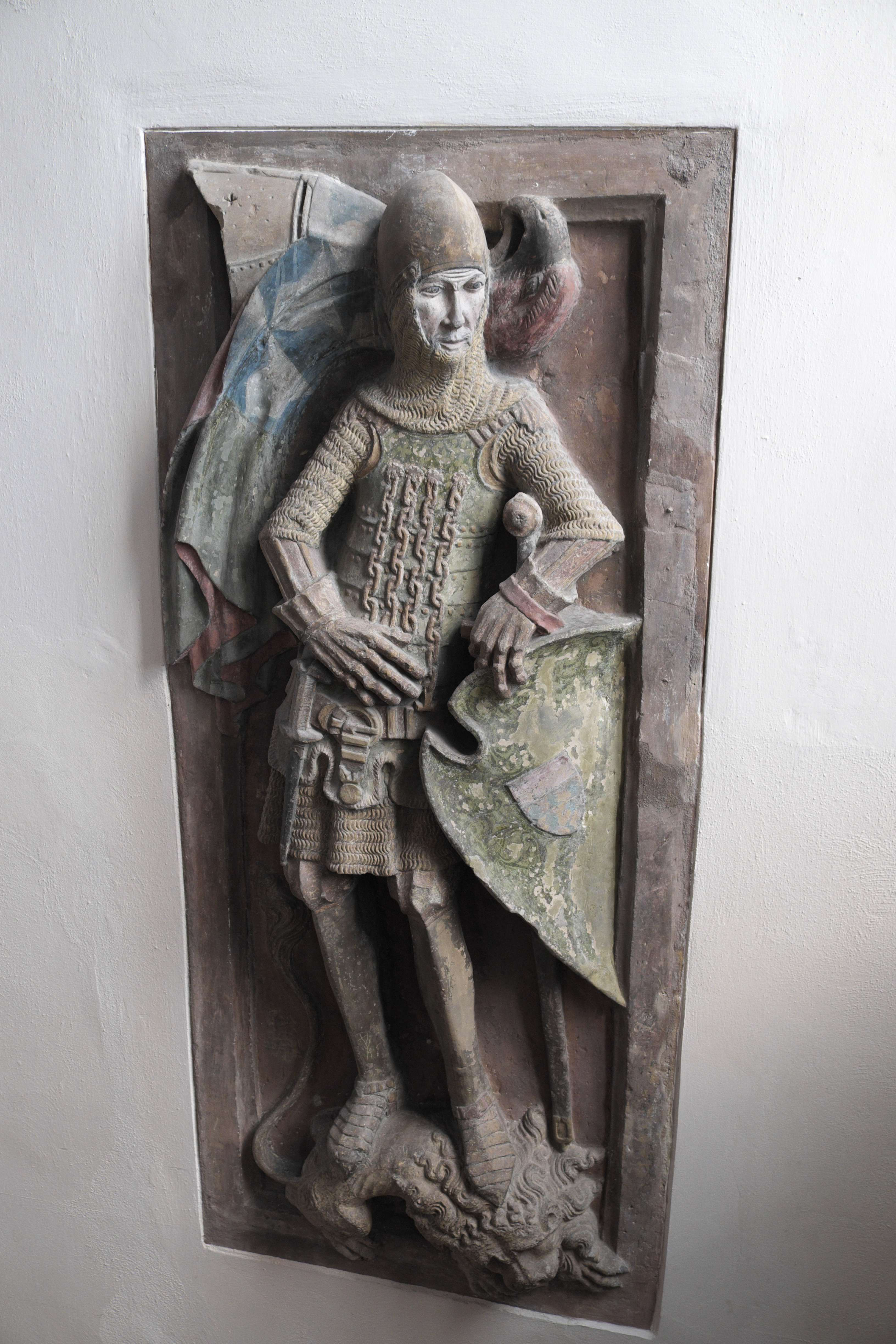
Epitaph für Walter von Bopfingen

In den Jahren 1545 und 1546 führte Bopfingen die Reformation durch. Zur Strafe ließ Kaiser Karl V. 1546 im Schmalkaldischen Krieg Bopfingen durch spanische Truppen plündern.
Gegen Ende August 1634 wurde Bopfingen von den kroatischen Vortruppen der kaiserlichen Armee unter General Isolani geplündert und weitgehend zerstört. Die kaiserlichen Truppen waren im Anmarsch auf Nördlingen, wo Anfang September die Schlacht bei Nördlingen stattfand. Den kaiserliche Truppen folgten zwei schwedische Heere, die bei Bopfingen ein gemeinsames Lager auf dem Breitwang errichteten, von dem aus sie die kaiserlich-spanischen Belagerungstruppen von Nördlingen angriffen.
1802 verlor Bopfingen seine Reichsunmittelbarkeit und kam zu Bayern.

### Württembergische Zeit
1810 gelangte Bopfingen durch den Grenzvertrag mit Bayern zum Königreich Württemberg. Dort gehörte es zum Oberamt Neresheim. Am 10. Juli 1811 besuchte König Friedrich von Württemberg die neu hinzugewonnene Stadt. An dieses Ereignis erinnert bis heute die Ipfmesse.
Die Verwaltungsreform während der NS-Zeit in Württemberg führte 1938 zur Zugehörigkeit zum Landkreis Aalen.
Beim Novemberpogrom 1938 legten SA-Männer Feuer in der Synagoge in der Langen Straße 15, das jedoch von beherzten Nachbarn gelöscht wurde. Nach der Vertreibung und Deportation der jüdischen Einwohner diente die Synagoge ab 1940 als Turnhalle, dann als Kriegsgefangenenlager, ab 1950 als katholische Kirche und danach als Lagerraum. Auf dem jüdischen Friedhof an der Karksteinstraße erinnern Gedenktafeln mit den Namen an die Opfer der Shoa. Auch in Aufhausen gibt es einen jüdischen Friedhof (letzte Beisetzung 1940, 363 Grabsteine sind erhalten).
Während des Zweiten Weltkriegs bombardierten in der Nacht vom 14. auf den 15. Oktober 1941 vermutlich englische Flugzeuge den Ort. Im selben Jahr wurden die jüdischen Einwohner Bopfingens in vier Deportationszügen ins Stuttgarter Sammellager Killesberg gebracht.
Am 1. April 1945 ordnete man den Bau von Panzersperren an. Dennoch wurde die Stadt am 22. April an die Amerikaner übergeben.

### Nachkriegszeit
Da Bopfingen nach dem Zweiten Weltkrieg Teil der Amerikanischen Besatzungszone geworden war, gehörte die Stadt somit seit 1945 zum neu gegründeten Land Württemberg-Baden, das 1952 im jetzigen Bundesland Baden-Württemberg aufging.
1946 zählte Bopfingen 2800 Einwohner; 1968 waren es bereits 4100.
Durch die Kreisreform 1973 kam Bopfingen in den neu gegründeten Ostalbkreis.

### Eingemeindungen
- 1. Januar 1970: Flochberg
- 1. Januar 1971: Schloßberg[14]
- 1. Januar 1972: Kerkingen[14]
- 1. April 1972: Trochtelfingen[14]
- 1. Oktober 1973: Baldern, Oberdorf am Ipf[15]
- 1. Januar 1975: Aufhausen, Unterriffingen[15]

## Religionen

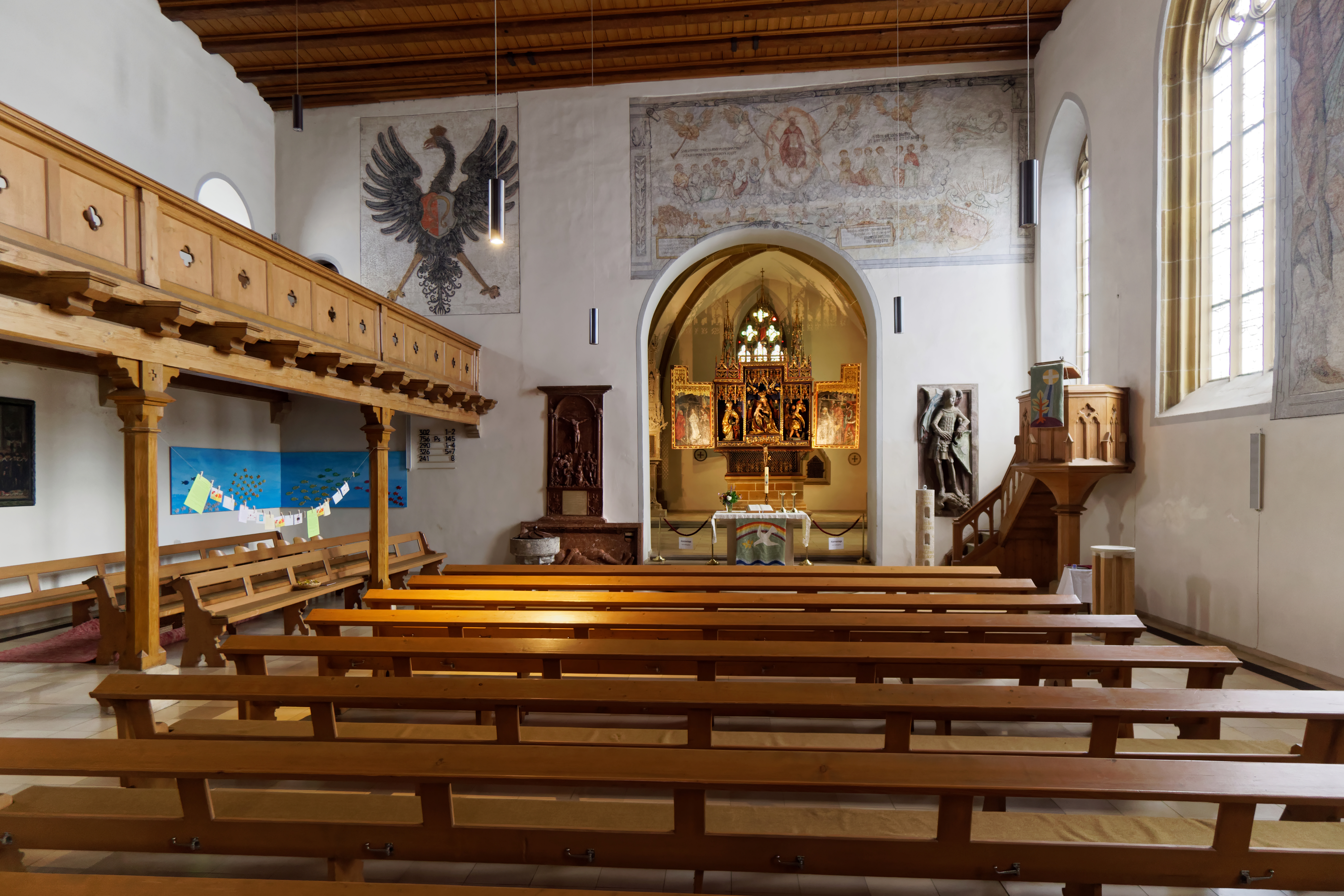
Blick in die Stadtkirche, rechts zu erkennen ist des Epitaph für Walter von Bopfingen

Die frühere Reichsstadt Bopfingen war rein evangelisch. Bürgermeister und Rat der Stadt unterzeichneten die lutherische Konkordienformel von 1577. Infolge von Zuwanderung im 19. und 20. Jahrhundert sowie der Eingliederung der überwiegend katholischen Nachbardörfer ist die Bevölkerung der heutigen Stadt Bopfingen mehrheitlich katholisch. Es gibt sieben katholische Kirchengemeinden (Aufhausen, Baldern, Bopfingen, Flochberg, Kerkingen mit der Filialkirche Itzlingen, Oberdorf am Ipf, Unterriffingen), die zum Dekanat Ostalb gehören, und drei evangelische Kirchengemeinden (Bopfingen, Oberdorf am Ipf und Trochtelfingen) sowie je eine Gemeinde der Neuapostolischen Kirche, der Zeugen Jehovas sowie die Freie evangelische Gemeinde.

## Politik

### Gemeinderat
Der Gemeinderat Bopfingens besteht seit der letzten Kommunalwahl am 9. Juni 2024 aus 28 Mitgliedern, deren Amtszeit fünf Jahre beträgt. Die Sitze verteilen sich auf die einzelnen Parteien und Gruppierungen wie folgt:
| Fraktion     | Stärke   | Veränderung |
| ------------ | -------- | ----------- |
| CDU          | 16 Sitze | +3          |
| SPD          | 06 Sitze | −1          |
| Freie Wähler | 06 Sitze | −2          |

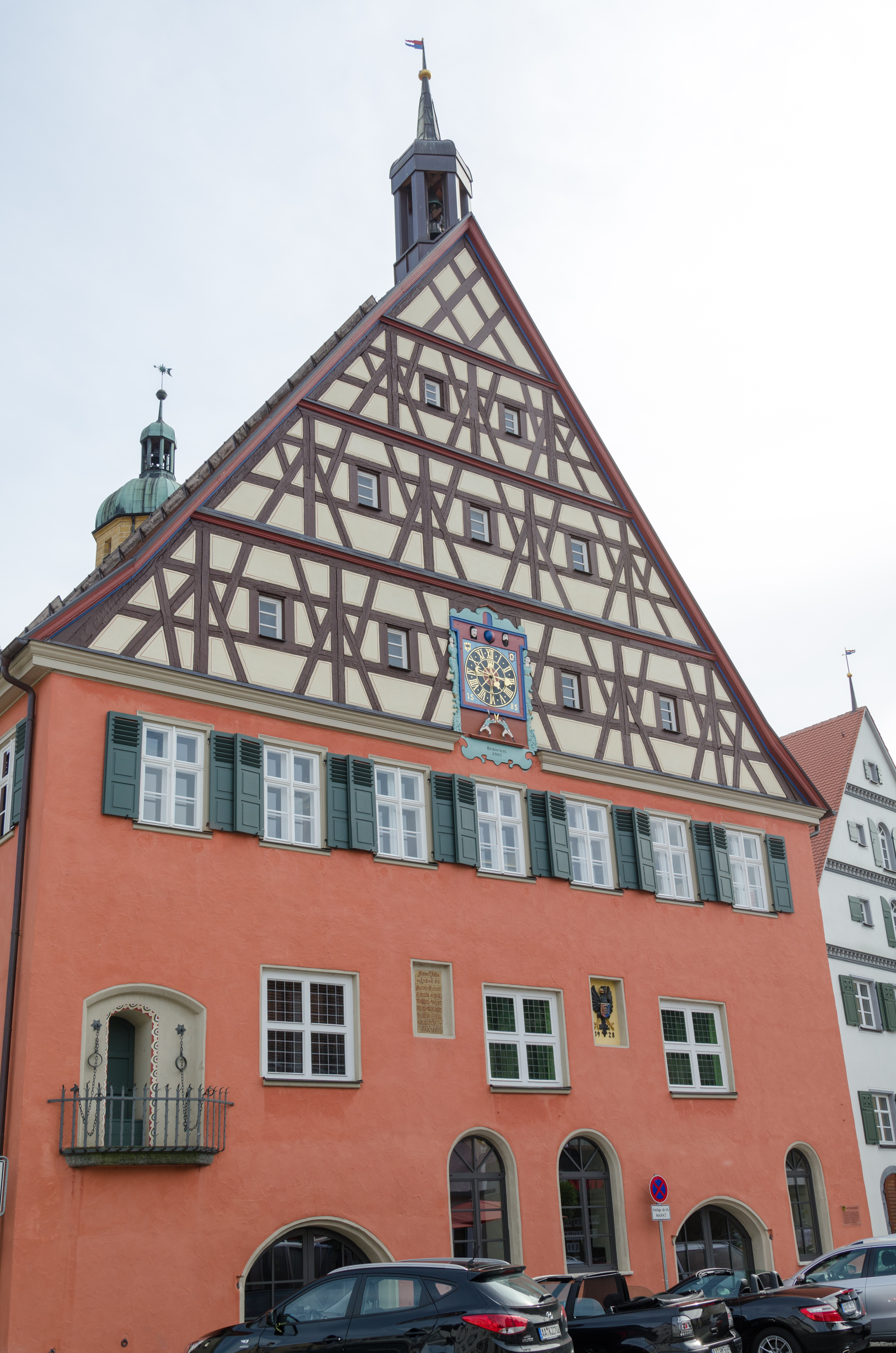
Rathaus Bopfingen

In den acht Teilorten Aufhausen, Baldern, Flochberg, Kerkingen, Oberdorf, Schloßberg, Trochtelfingen und Unterriffingen existieren zudem jeweils eigene Ortschaftsräte, die ebenfalls zuletzt im Rahmen der Kommunalwahl 2024 für eine Amtszeit von fünf Jahren gewählt wurden.

### Bürgermeister
Seit Februar 2006 ist Gunter Bühler Bürgermeister der Stadt Bopfingen. Bühler ist Wirtschaftsgeograph und war zuvor im Bereich der Wirtschafts- und Strukturpolitik in Bayern tätig.
Frühere Bürgermeister waren Bernhard Rapp (1998–2006), Erich Göttlicher (1973–1998), Hans Ellinger (1936–1945, 1954–1973), Paul Merz (1945–1947), Eugen Enslin (1903–1936), Adolf Bergmüller (1900–1903), Wilhelm Dörr (1877–1899) und Wilhelm Haas (1840–1876).

### Verwaltungsgemeinschaft
Die Stadt ist Sitz der Vereinbarten Verwaltungsgemeinschaft der Stadt Bopfingen mit den Gemeinden Kirchheim am Ries und Riesbürg.

### Wappen und Flagge
Die Bopfinger Stadtfarben sind Rot-Blau.
| Wappen der Stadt Bopfingen | Blasonierung: „In Gold (Gelb) der schwarze Reichsadler, belegt mit einem von Rot und Blau gespaltenen Brustschild, darin eine goldene Hafte (Kesselrinken).“ |
| Wappen der Stadt Bopfingen | Wappenbegründung: Das älteste Siegel der Reichsstadt von 1279 enthält nur den Adler. In einem Siegelabdruck von 1283 ist dieser oben von zwei Sternen beseitet. 1552 ist der Schwanz des Adlers mit einem Schildchen überdeckt, das die als Hafte, Schlaufe oder Öse bezeichnete, nicht sicher gedeutete städtische Wappenfigur enthält. Im 17. Jahrhundert erscheint dieses Schildchen als Brustschild des Adlers. Nach der Mediatisierung der Stadt galt der Schild mit der Hafte bis etwa 1850 als deren vollständiges Wappen. Seine ursprünglichen Farben, die sich 1955 wieder durchgesetzt haben, waren um die Mitte des 19. Jahrhunderts vorübergehend durch die württembergischen ersetzt worden, wobei eine schwarze Hafte im goldenen Schild drei schwarze Hirschstangen umschloss. |

Wappen der Ortsteile

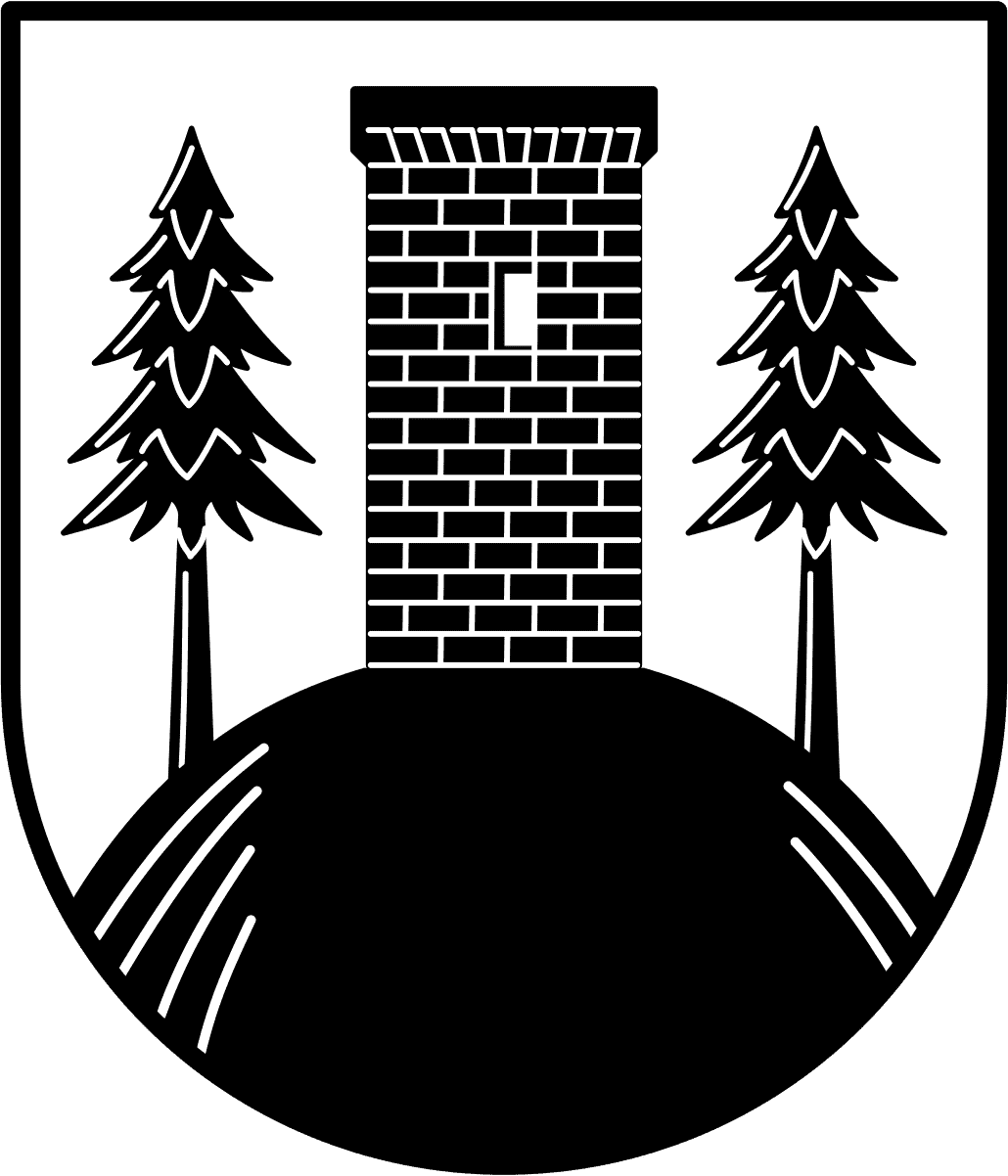
Aufhausen
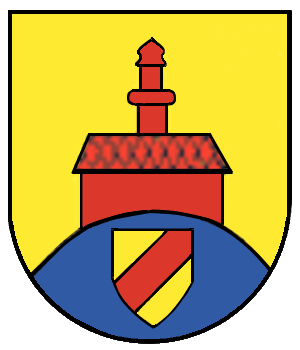
Baldern
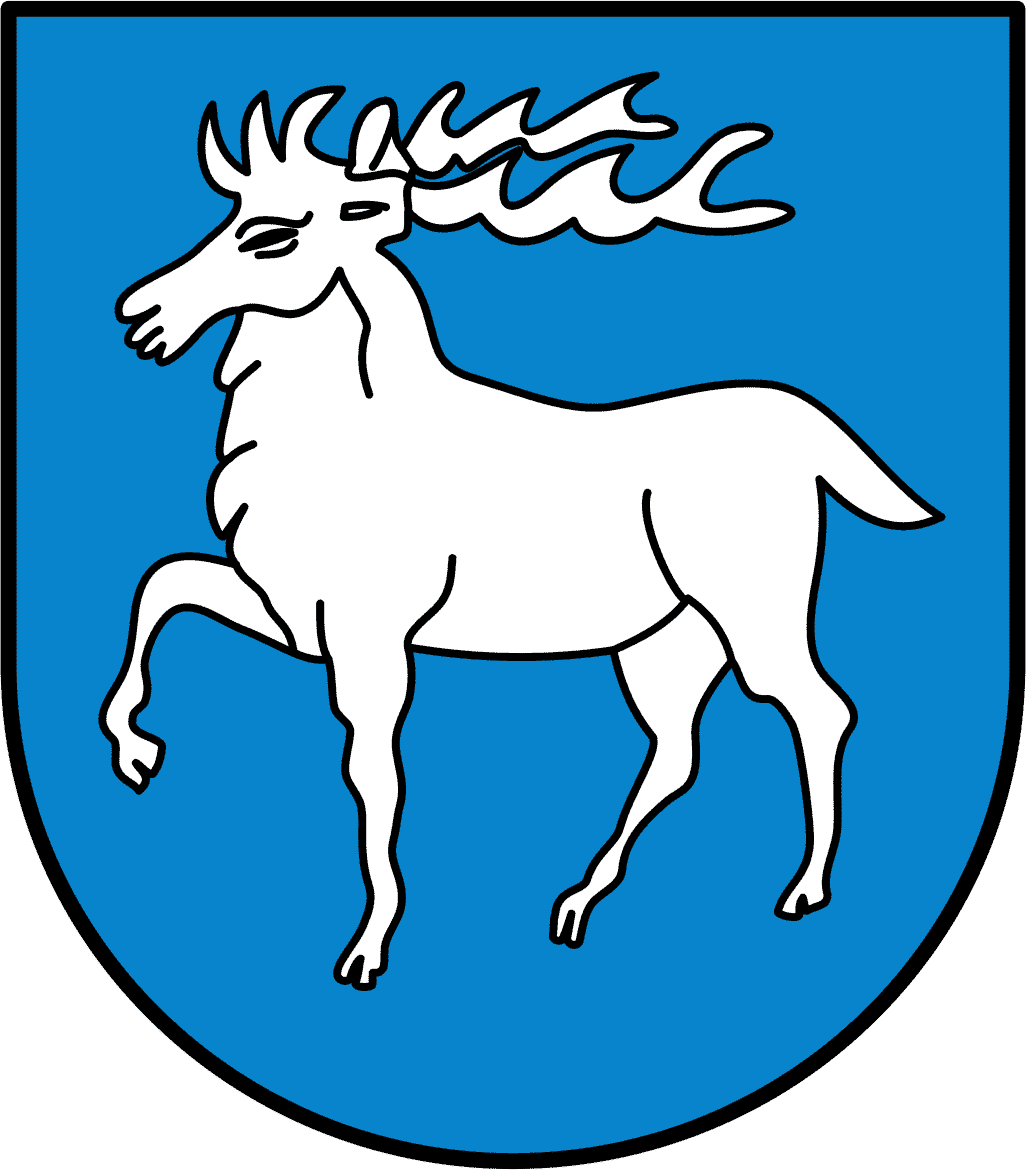
Flochberg
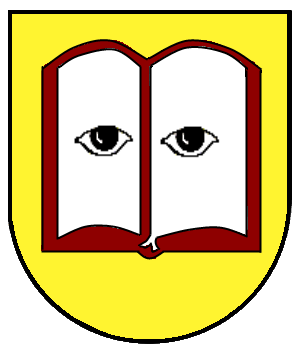
Kerkingen
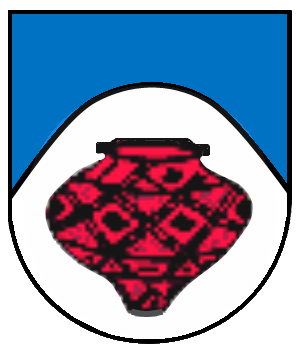
Oberdorf
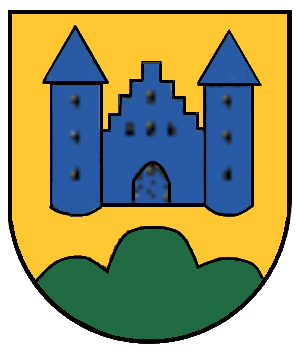
Schloßberg
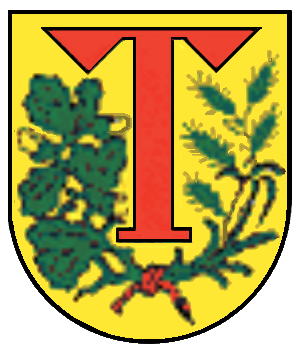
Trochtelfingen
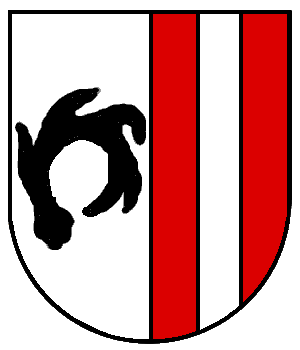
Unterriffingen

### Städtepartnerschaften
Die Stadt unterhält partnerschaftliche Beziehungen zum französischen Beaumont in der Region Auvergne-Rhône-Alpes (seit 1989) und zum italienischen Russi bei Ravenna (seit 1996)
im Rahmen einer Dreier-Partnerschaft.

## Wirtschaft und Infrastruktur

### Verkehr
In Aufhausen, Bopfingen und Trochtelfingen halten Züge der Riesbahn (Aalen–Donauwörth). Die Bundesstraße 29 (Waiblingen–Nördlingen) verbindet Bopfingen mit dem überregionalen Straßennetz.
Durch Alltagsrouten aus dem Radnetz Baden-Württemberg ist Bopfingen
- über den Ortsteil Trochtelfingen und über Utzmemmingen (Gemeinde Riesbürg) in Richtung Nördlingen und
- über den Ortsteil Aufhausen und über Lauchheim und Westhausen
  - mit Ellwangen und
  - mit Aalen verbunden.

Bopfingen liegt am Schwäbische-Alb-Radweg, einem Landes-Radfernweg, der vom Bodensee nach Donauwörth über die gesamte Schwäbische Alb führt. Er verläuft von Dischingen über Neresheim nach Bopfingen und weiter nach Nördlingen.

### Ansässige Unternehmen
Die Firma Ladenburger GmbH mit Sitz in Bopfingen-Aufhausen ist nach eigenen Angaben das zweitgrößte Holzwerk Baden-Württembergs.
Die Zentrale des Möbelhandelsunternehmens Möbel Mahler war bis 31. Januar 2016 in Bopfingen ansässig. Der Maschinenbauer VAF GmbH entwickelt und produziert Sondermaschinen für namhafte Automobilhersteller in Bopfingen.

### Bildungseinrichtungen
Mit dem Ostalb-Gymnasium, einer Realschule, einer Hauptschule mit Werkrealschule und drei Grundschulen verfügt Bopfingen über das komplette Angebot des Regelschulsystems. Außerdem gibt es mit der Stauferschule noch ein Sonderpädagogisches Bildungs- und Beratungszentrum mit dem Förderschwerpunkt Lernen (SBBZ-L).
Zusätzlich gibt es die Städtische Musikschule Bopfingen. Sechs römisch-katholische, zwei evangelische und fünf städtische Kindergärten runden das pädagogische Angebot ab.

### Medien
Tageszeitungen mit Bopfinger Lokalteilen sind die Ipf- und Jagst-Zeitung / Aalener Nachrichten mit Sitz in Ellwangen und Aalen sowie die Schwäbische Post mit Sitz in Aalen. Außerdem erscheint wöchentlich freitags der ortseigene Stadtanzeiger.

## Kultur und Sehenswürdigkeiten
Bopfingen liegt am Schwäbische-Alb-Nordrand-Weg oder Albsteig, einem Wanderweg, der an vielen Sehenswürdigkeiten vorbeiführt.

### Bauwerke
- Stadtkirche St. Blasius mit dem spätmittelalterlichen Flügelaltar (1472) von Friedrich Herlin
- Altes Rathaus, 1585–1586 von Wolfgang Waldberger erbautes Fachwerkgebäude mit markantem Pranger
- Barockes Residenzschloss Baldern im Teilort Baldern mit einer großen Waffensammlung
- Das Stolch’sche Schloss im Teilort Trochtelfingen
- Die barocke Wallfahrtskirche Mariä Heimsuchung (Unsere liebe Frau vom Roggenacker) in Flochberg wurde von 1741 bis 1746 erbaut
- Sender Bopfingen, Sendeturm des SWR für UKW und TV (bis 1993 auch für Mittelwelle)
- Ruine der Burg Flochberg im Ortsteil Schloßberg
- Ruine der Burg Schenkenstein im Ortsteil Aufhausen
- Wallfahrtskirche St. Ottilia im Ortsteil Kerkingen[24]
- Synagoge im Ortsteil Oberdorf (1938 zerstört, heute als Museum genutzt)

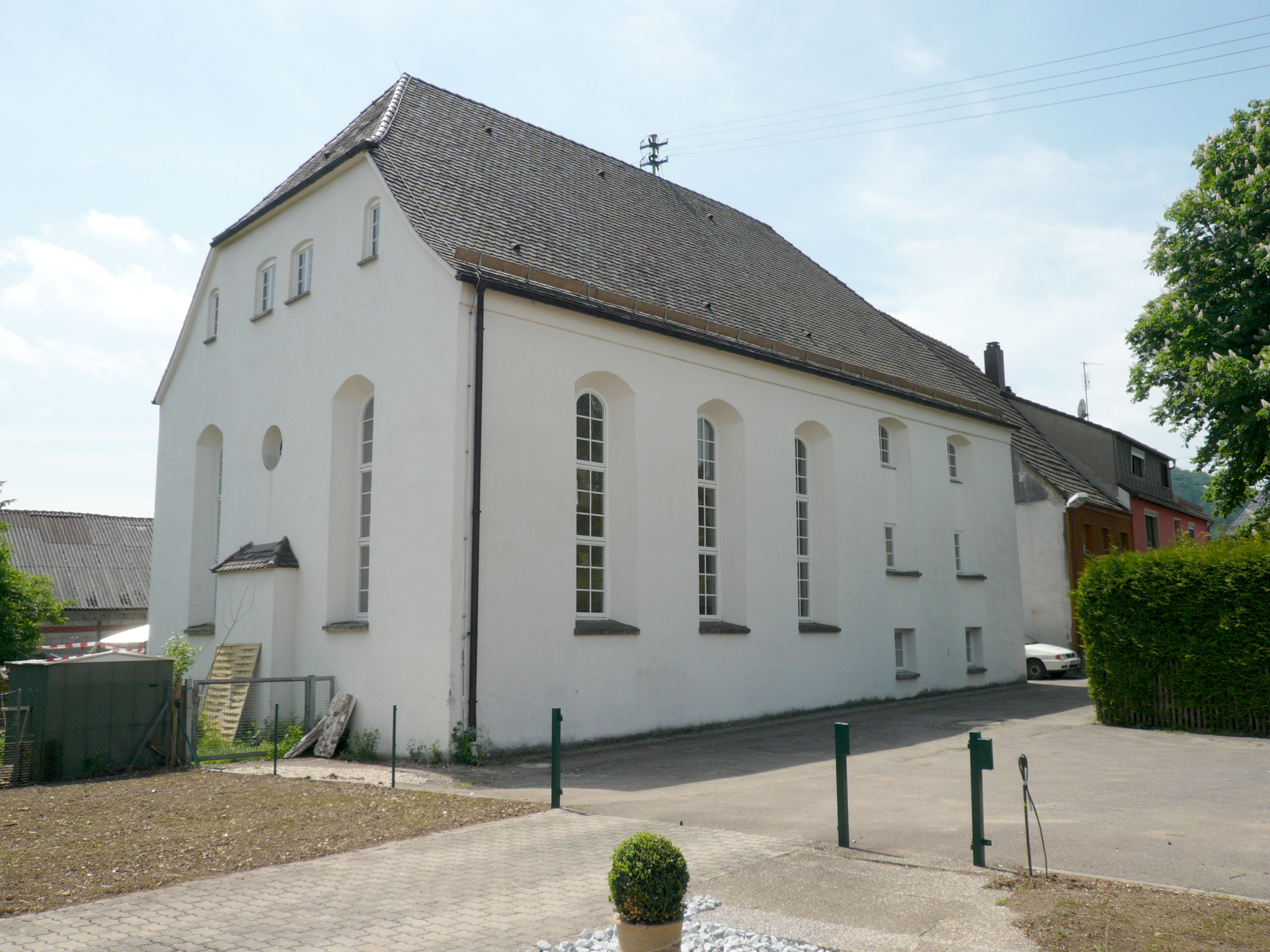
Die Synagoge im Ortsteil Oberdorf
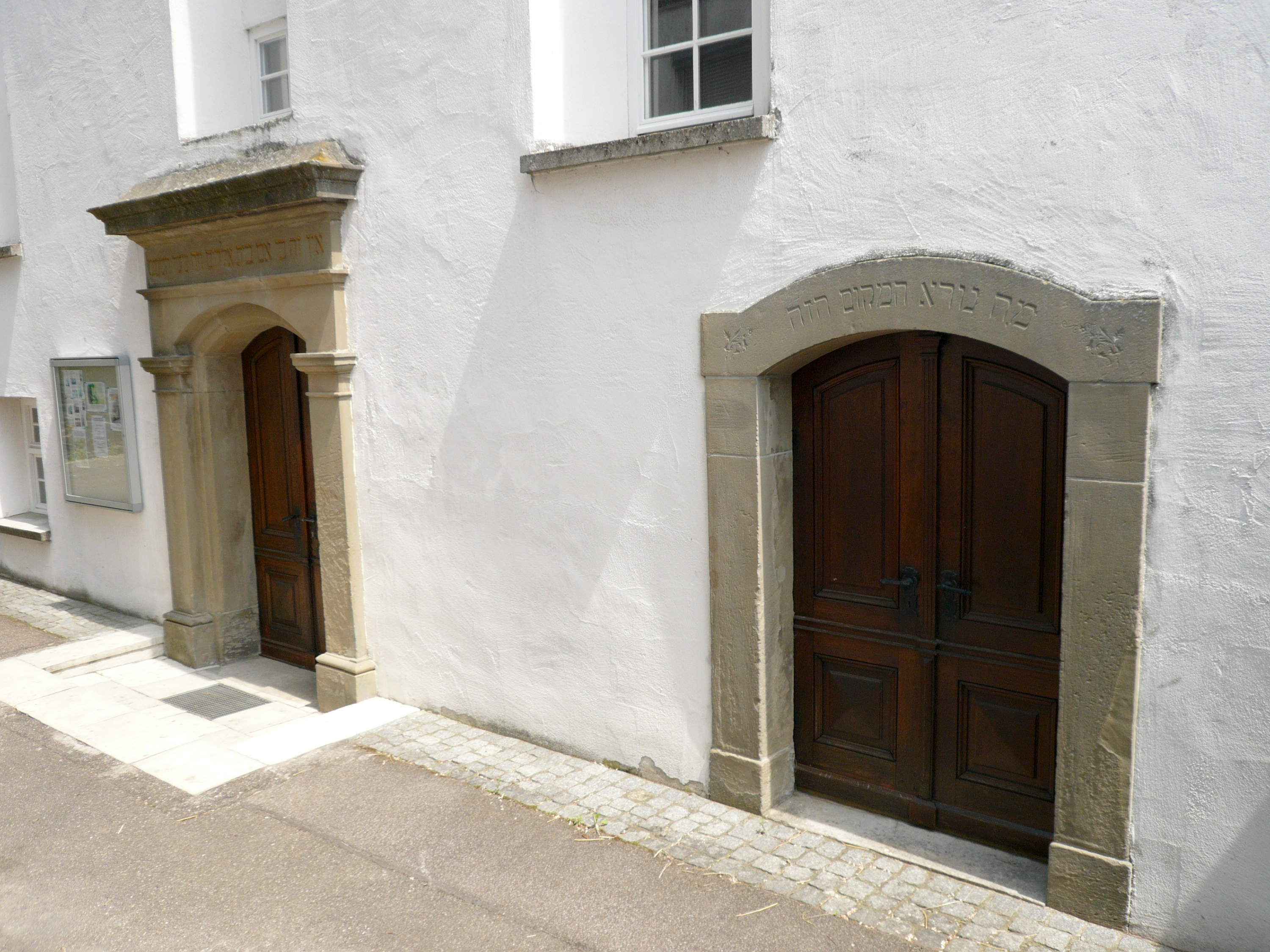
Die Synagoge, Eingang
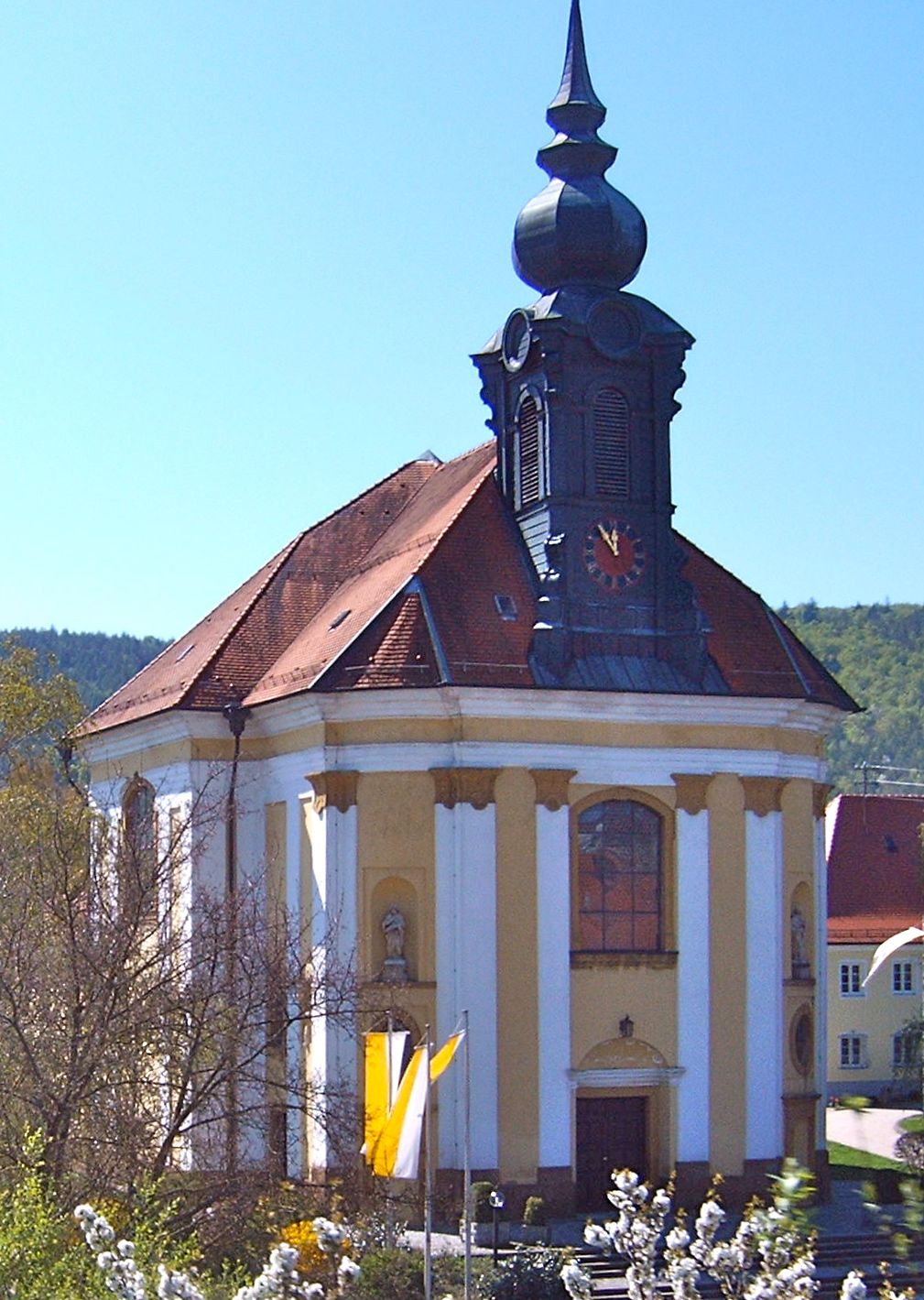
Wallfahrtskirche Flochberg
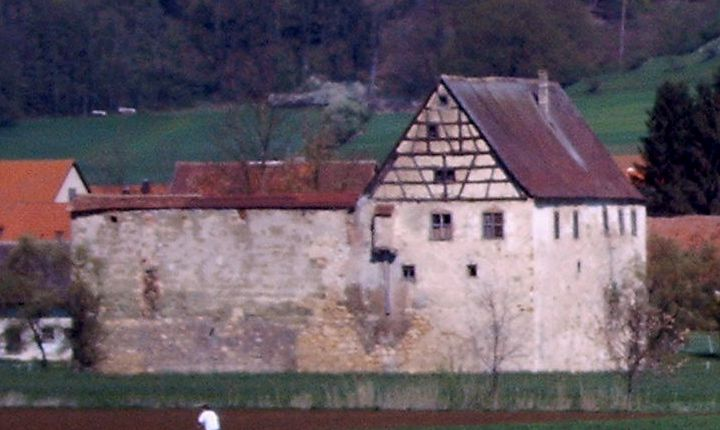
Das Stolch’sche Schloss in Trochtelfingen
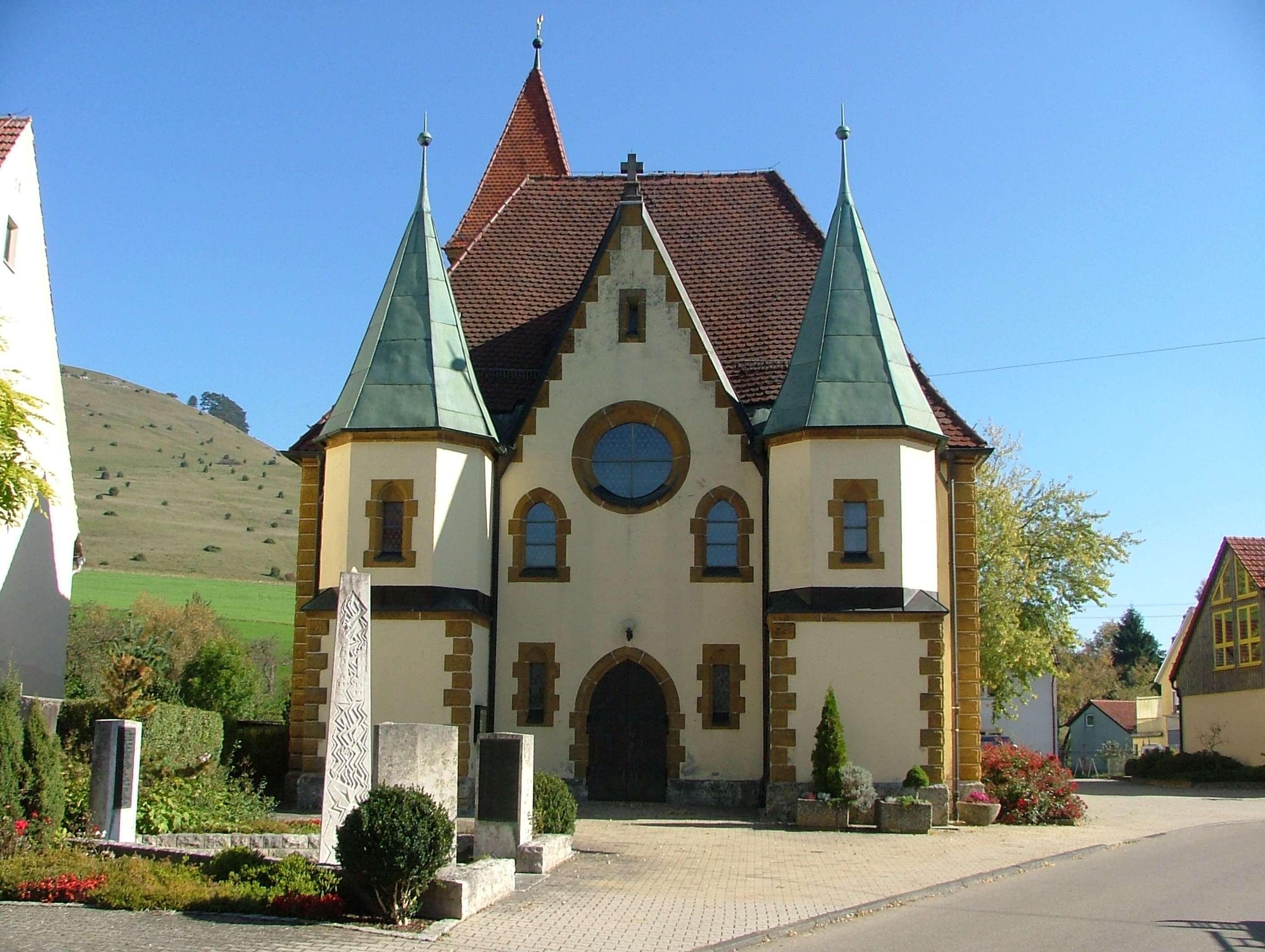
St.-Georgs-Kirche in Oberdorf am Ipf
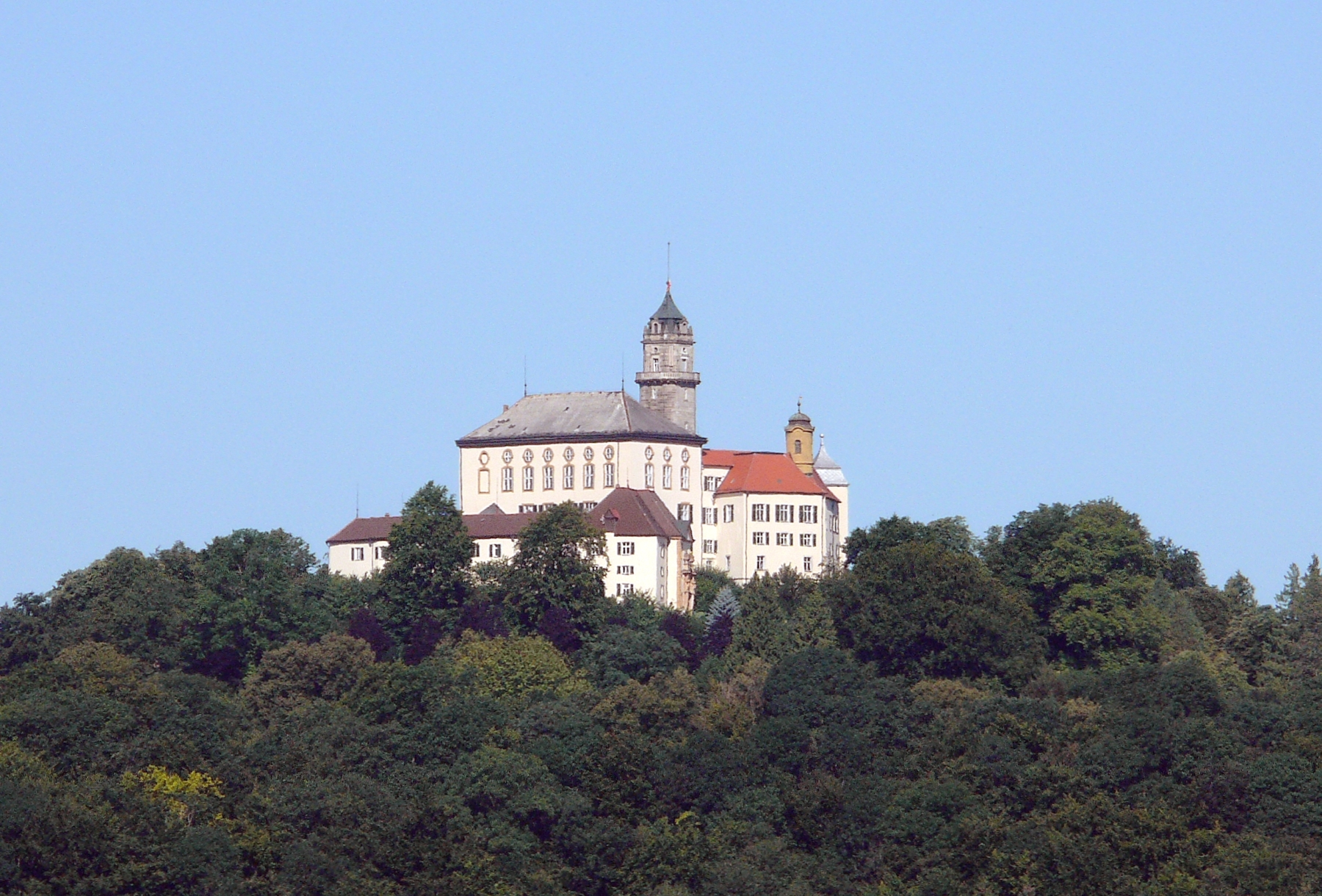
Schloss Baldern
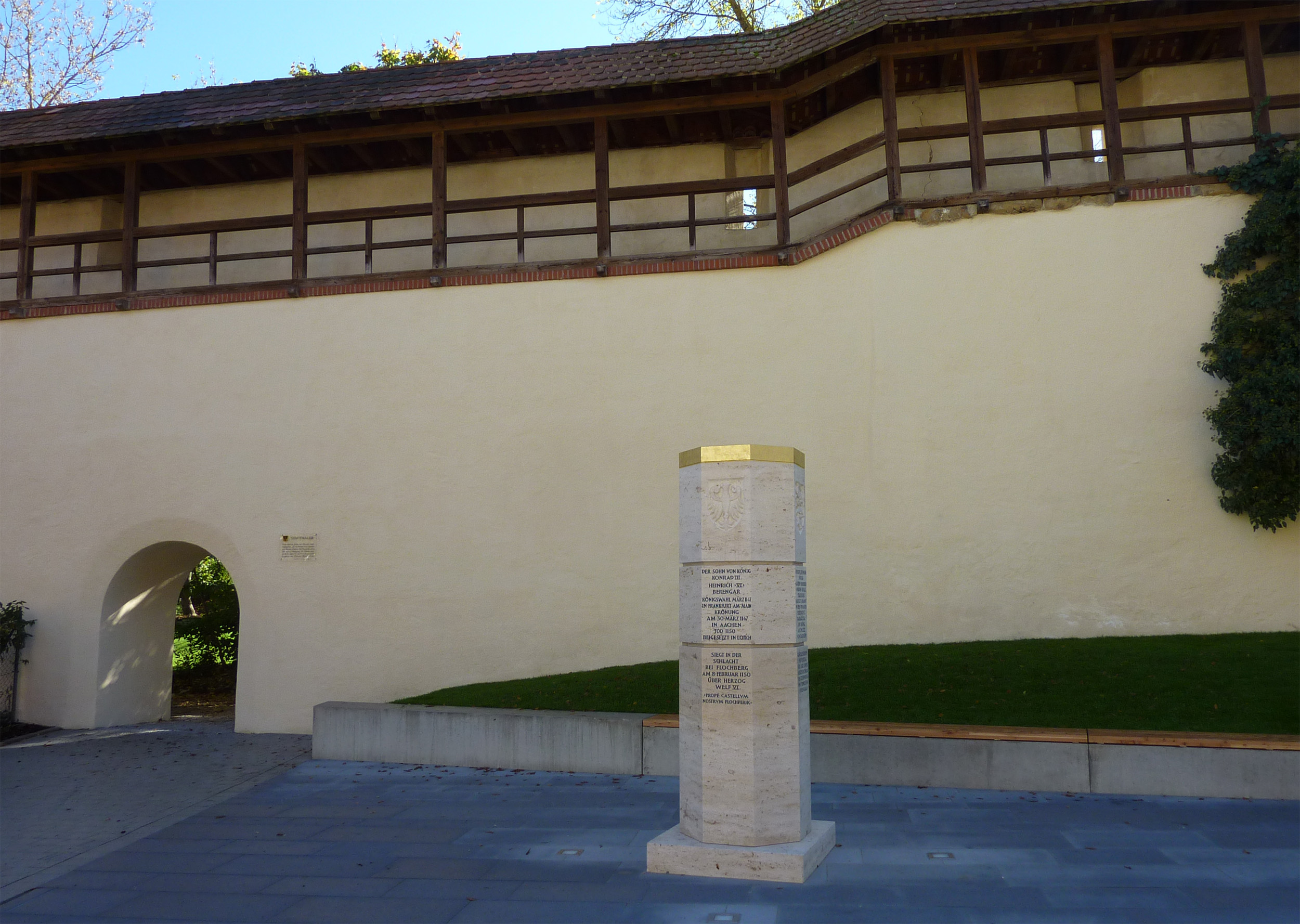
Stauferstele (2014)

### Museen
- Im historischen Seelhaus von 1505 wird die Geschichte Bopfingens und seiner Umgebung aufgezeigt.
- Die Gedenk- und Begegnungsstätte in der ehemaligen Synagoge Bopfingen-Oberdorf beschäftigt sich mit der Geschichte der einst größten jüdischen Gemeinde Ostwürttembergs.
- Die Heimatstube Trochtelfingen ist ein Museum der bäuerlichen Technik und Kultur.
- In der Reichsstadtapotheke kann die historische Kräuterkammer von 1720 besichtigt werden.

### Denkmäler
- Am 10. Oktober 2014 wurde auf dem aus diesem Anlass neu gestalteten Platz zwischen der Stadtkirche St. Blasius und der Stadtmauer in der Vorderen Pfarrgasse eine Stauferstele eingeweiht, die an die Rolle Bopfingens in der Stauferzeit und an die Schlacht bei Flochberg erinnert.[25]

### Regelmäßige Veranstaltungen
Die Ipfmesse ist ein jährliches Volksfest, das in seinen Anfängen auf das Jahr 1811 zurückgeht. Seit den 2020er Jahren etablieren sich auch weitere Events wie das Open-Air Kino im Stadtgarten sowie das Rutenfest und weitere Festlichkeiten.

## Persönlichkeiten

### Söhne und Töchter der Stadt
- Salomo Salman Zevi Hirsch (* in der zweiten Hälfte des 16. Jahrhunderts; † nach 1615), Geldhändler und jüdischer Theologe
- Georg Marcell Haack (1652–1719), Maler
- Otto Hahn (Tierfilmer) (1935–2023), Erfinder (Photovoltaik 1969! Beheizbarer Außenrückspiegel), Konstrukteur, Tierfilmer, Buchautor
- Johann Daniel Herrnschmidt (1675–1723), evangelischer Theologe und Kirchenlieddichter
- Georg Ludwig Herrnschmidt (1712–1779), evangelischer Theologe
- Heinrich Buck (1833–1883), Orgelbauer
- Wilhelm Meyder (1841–1927), geboren in Oberdorf am Ipf, Schultheiß und Landtagsabgeordneter
- Salomon Bär (1870–1940), Arzt und Aphoristiker, Opfer des Nationalsozialismus, geboren in Oberdorf
- Albert Schieber (1875–1946), Architekt
- Luise Haarer (1892–1976), Hauswirtschaftslehrerin und Kochbuchautorin
- Otto Ferdinand Rettenmaier (1902–1988), Professor an der Pädagogischen Hochschule Schwäbisch Gmünd
- Richard Schieber (unbekannt–1994), Kaufmann und Stifter der mit 2 Millionen DM Stiftungskapital versehenen Richard-Schieber-Stiftung
- Josef Vogel (1906–1997), römisch-katholischer Prälat, geboren in Itzlingen
- Marianne Fuchs (1908–2010), Lehrerin, Therapeutin und Autorin
- Eugen Nesper (1913–1991), Doppelagent der Gestapo, geboren in Aufhausen
- Werner Schülen (1928–2021), Wirtschaftsprüfer, Steuerberater und Hochschullehrer
- Gisela Glucker (* 1951), Künstlerin
- Johann Legner (1954–2015), Journalist und Buchautor
- Heinrich Hiesinger (* 1960), Industriemanager, seit 21. Januar 2011 Vorstandsvorsitzender der ThyssenKrupp AG
- Magdalene Weiss (* 1964), Architektin

### Sonstige Persönlichkeiten
- Daniel Schwarz (1880–1969), Buchhalter, Naturschützer und Geologe, lebte in Oberdorf
- Hermann Kroner (1870–1930), Rabbiner in Bopfingen-Oberdorf, zahlreiche Studien zu Moses Maimonides
- Georg Sternbacher (1933–1995), Kunstmaler, lebte von 1970 bis zu seinem Tod 1995 in Oberriffingen